# Ryan Coetzee (natation)
Pour les articles homonymes, voir Ryan Coetzee.
Ryan Coetzee, né le 12 août 1995 à Phalaborwa, est un nageur sud-africain.

## Carrière
Ryan Coetzee est médaillé de bronze du 4 x 100 mètres quatre nages aux Championnats du monde juniors de natation 2013 à Dubaï.
Il est médaillé de bronze du 50 mètres papillon et du relais 4 x 100 mètres quatre nages aux Jeux du Commonwealth de 2018 à Gold Coast.
Aux Jeux africains de 2019 à Casablanca, il remporte quatre médailles d'or, sur le 100 mètres papillon et sur les relais 4 x 100 mètres nage libre, 4 x 100 mètres quatre nages et 4 x 100 mètres nage libre mixte, ainsi qu'une médaille de bronze sur 50 mètres papillon.